# Speak to Me (píseň, Pink Floyd)
„Speak to Me“ je úvodní skladba z alba The Dark Side of the Moon z roku 1973 od anglické progresivně rockové skupiny Pink Floyd. Autorem skladby je bubeník skupiny Nick Mason.

## Sestava
- Rick Wright – elektrické piáno
- Nick Mason – bicí